# 尤多拉 (堪薩斯州)
尤多拉（英語：Eudora）是一個位於美國堪薩斯州道格拉斯縣的城市。

## 地方資料
根據2020年美國人口普查的數據，尤多拉的面積為7.73平方千米，當中陸地面積為7.61平方千米，而水域面積為0.12平方千米。當地共有人口6408人，而人口密度為每平方千米828.98人。